# Глиноецк (гмина)
Глиноецк (пол. Glinojeck) — гмина (волость) в Польше, входит как административная единица в Цеханувский повет, Мазовецкое воеводство. Население — 8018 человек (на 2004 год).

## Демография
| Перепись                       | Всего   | Всего | Женщины | Женщины | Мужчины | Мужчины |
| ------------------------------ | ------- | ----- | ------- | ------- | ------- | ------- |
| Единицы                        | человек | %     | человек | %       | человек | %       |
| Население                      | 8018    | 100   | 4016    | 50,1    | 4002    | 49,9    |
| Плотность населения (чел./км²) | 52,2    | 52,2  | 26,2    | 26,2    | 26,1    | 26,1    |

## Сельские округа
1. Белявы
2. Броды-Млоцке
3. Буды-Румоцке
4. Дреглин
5. Дукт
6. Круш
7. Фаустыново
8. Кондраец-Паньски
9. Кондраец-Шляхецки
10. Ковалевко
11. Шийки
12. Липины
13. Люшево
14. Малюжын
15. Новы-Гарваж
16. Огоново
17. Осцислово
18. Плацишево
19. Румока
20. Садек
21. Сьрудбоже
22. Стары-Гарваж
23. Стшешево
24. Сулежиж
25. Вкра
26. Воля-Млоцка
27. Вулька-Гарварска
28. Залесе
29. Зыгмунтово
30. Железня

## Поселения
1. Дзялы
2. Галчин
3. Хута
4. Яново
5. Юлишево
6. Камёнка
7. Пеньки-Фаустыновске
8. Шийки-Старе
9. Вкра-Колёня
10. Завилка

## Соседние гмины
1. Гмина Бабошево
2. Гмина Цеханув
3. Гмина Ойжень
4. Гмина Рачёнж
5. Гмина Сохоцин
6. Гмина Стшегово